# Spong Hill
Spong Hill est un site archéologique anglais du Haut Moyen Âge situé à North Elmham, dans le Norfolk. Occupé dès la Préhistoire, le site abrite notamment un vaste cimetière anglo-saxon où l'on a découvert plus de 2 200 crémations d'une période allant du début du Ve siècle au milieu du VIe siècle, ainsi que des tombes un peu plus tardives. Le site semble avoir été abandonné vers l'an 600. Il s'agit du plus grand cimetière anglo-saxon de l'époque païenne à avoir été entièrement excavé.

## Histoire
Le cimetière anglo-saxon de Spong Hill est redécouvert en 1711. Des fouilles ponctuelles ont lieu dans les deux siècles qui suivent. Le site étant menacé, il est entièrement excavé entre 1972 et 1981. Les résultats de ces fouilles ont été publiés à partir de 1977.
L'un des items les plus notables est le couvercle d'urne funéraire connu sous le nom d'« Homme de Spong » (Spong Man). Haut d'une quinzaine de centimètres, il représente un homme assis, les mains sur les oreilles, les coudes posés sur les genoux. Il s'agit de la plus ancienne représentation d'un être humain en trois dimensions de la période anglo-saxonne.